# NGC 6308
NGC 6308 (również PGC 59807 lub UGC 10747) – galaktyka spiralna z poprzeczką (SBc), znajdująca się w gwiazdozbiorze Herkulesa. Odkrył ją Albert Marth 6 czerwca 1863 roku. Należy do galaktyk Seyferta typu 2.